# ژان اوژیه دو گومبو
 ژان اوژیه دو گومبو  (به فرانسوی: Jean Ogier de Gombauld) شاعر و نمایش‌نامه نویس قرن شانزدهم میلادی اهل فرانسه است.